# Heyligenstaedt
Koordinaten: 50° 34′ 12″ N, 8° 40′ 48″ O
Die Heyligenstaedt Werkzeugmaschinen GmbH ist ein deutscher Werkzeugmaschinenhersteller mit Sitz im mittelhessischen Gießen.

## Geschichte

### Gründung
Die Heyligenstaedt & Comp. Werkzeugmaschinenfabrik wurde 1876 von Louis Heyligenstaedt und Alexander Sartorius in Gießen gegründet. Zunächst wurden einfache Bohrmaschinen in Serienproduktion gebaut, bald danach kamen Biegemaschinen, Scheren, Stanzen und Drehbänke in das Programm. Nach sieben Jahren war die 10.000. Maschine fertiggestellt.
1891 war die Zahl der Mitarbeiter auf 300 angewachsen. 1894 trat Dietrich Fahlenkamp als leitender Ingenieur ein. Er leitete fast vierzig Jahre das Unternehmen, zunächst neben Louis Heyligenstaedt, bis zu dessen Tod 1910; danach als die bestimmende Persönlichkeit. Nach der Teilnahme an der Pariser Weltausstellung 1900 wurde 1901 die 100.000. Maschine ausgeliefert, die Belegschaft wuchs auf 500.

### Von der Gründung der Aktiengesellschaft bis zum Konkurs 1911–1933

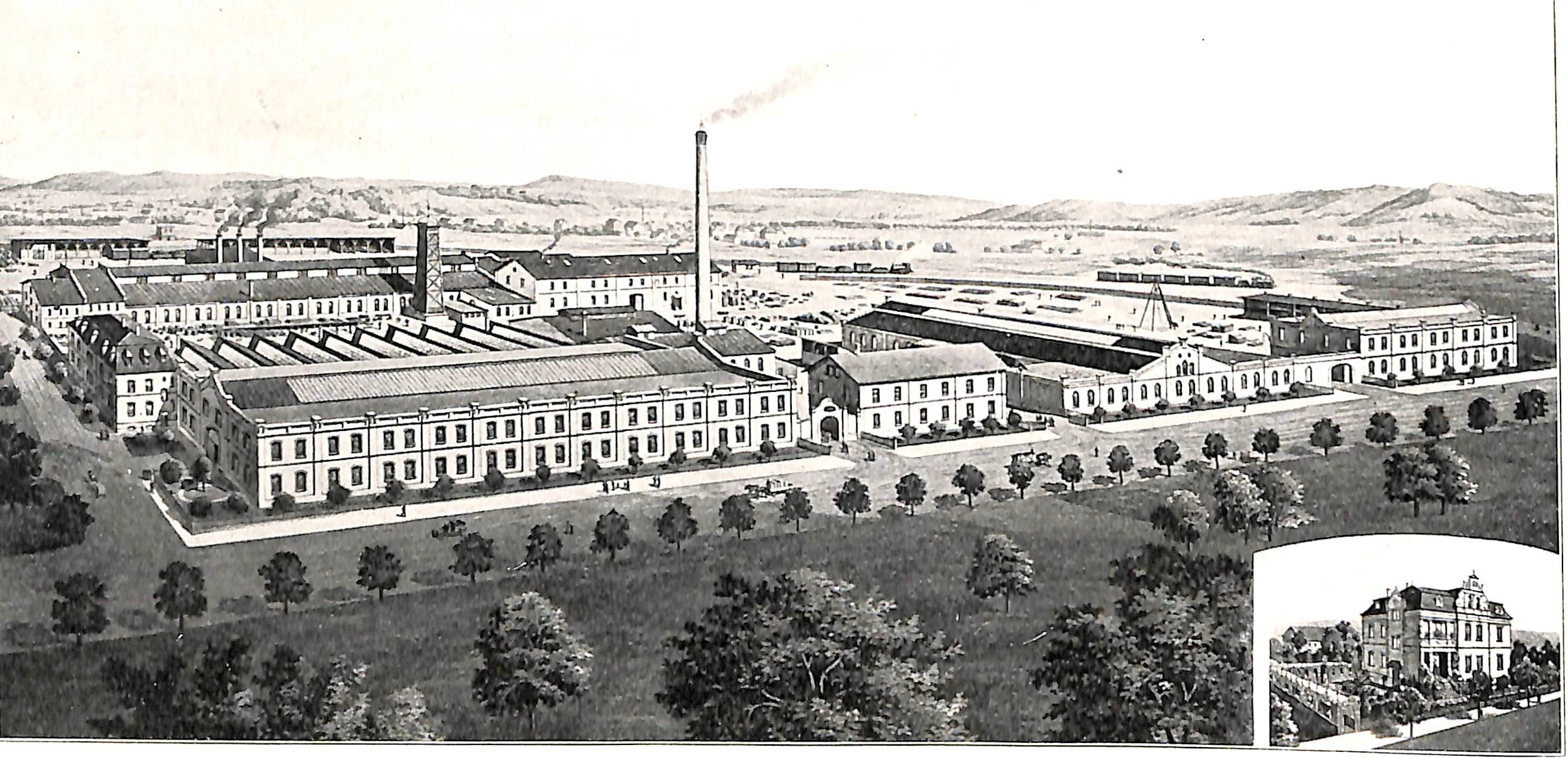
Fiktive Werksansicht (1912)

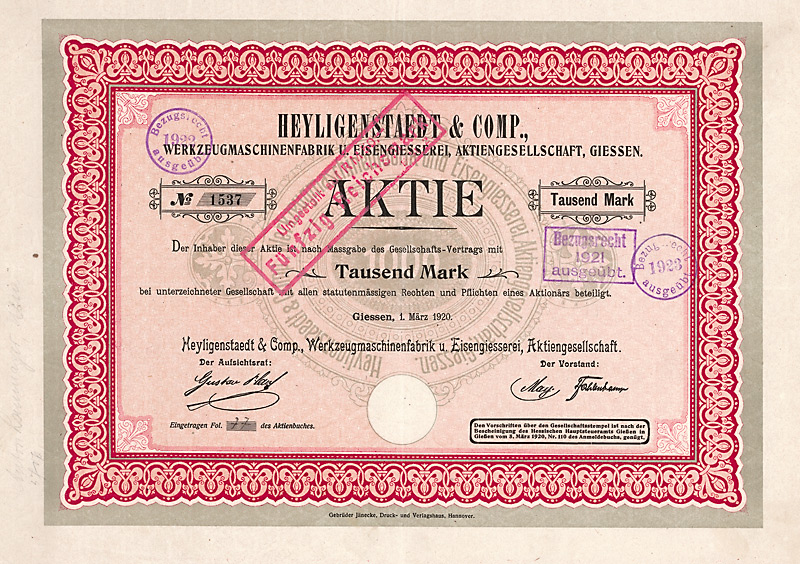
Aktie über 1000 Mark der Heyligenstaedt & Comp. Werkzeugmaschinenfabrik und Eisengiesserei AG vom 1. März 1920

Nach dem Tod von Louis Heyligenstaedt 1910 wurde im Jahr 1911 Heyligenstaedt in eine Aktiengesellschaft umgewandelt und hieß fortan Heyligenstaedt & Comp. Werkzeugmaschinen und Eisengießerei, Aktiengesellschaft. Heyligenstaedt ging in das Eigentum oder die Kontrolle von Banken über. Die Belegschaft umfasste 385 Mitarbeiter. Zum Produktionsprogramm gehörten unter anderem Säulen-Schnellbohrmaschinen, Vierfach-Kesselbohrmaschinen für das gleichzeitige Bohren von Nietlöchern an 10 Meter langen Dampfkesseln, Leitspindel-Drehbänke, Radsatz-Drehbänke für die Drehbearbeitung von Radsätzen für Eisenbahnen.
Der Beginn des Ersten Weltkrieges beeinträchtigte zunächst die weitere Aufwärtsentwicklung, viele Mitarbeiter wurden eingezogen, Auslandsmärkte waren verschlossen und die Materialbeschaffung erschwert, das Exportgeschäft brach zusammen. Als der Krieg länger als gedacht dauerte, wurde auf Kriegsproduktion umgestellt, vor allem auf die massenhafte Fertigung von Granaten, mit der Folge, dass bis 1918 die Gewinne in die Höhe schossen.
In den Jahren bis zum Ende der Inflation 1924 war das Unternehmen erfolgreich, vor allem dank des Exports, da die Inflation die Produkte auf den europäischen und Überseeischen Auslandsmärkten verbilligte. Für die Arbeitnehmer bedeutete die Inflation jedoch Kaufkraftverlust. Die Einführung der Reichsmark 1924 beendete die Inflation. Durch den Wegfall des Exportvorteiles brach der Auslandsmarkt ein. Staatliche Einsparungen und hohe Zinsen führten in den folgenden Jahren zu hohen Verlusten. Heyligenstaedt verwickelte sich wegen seiner Bemühungen, die Lohnkosten ohne Rücksicht auf Tarifverträge und Betriebsvereinbarungen zu senken, in zahlreiche Arbeitsgerichtsprozesse, das Betriebsklima wurde immer schlechter. 1930 war Heyligenstaedt zahlungsunfähig, die Zahl der Mitarbeiter sank auf 40 im Jahr 1932. Der Tabakfabrikant Ludwig Rinn ersteigerte die Konkursmasse und plante zunächst, in den Werkhallen Tabak zu lagern. Die Rinn & Cloos AG war damals der größte Tabakwarenproduzent in Deutschland mit 5.000 Beschäftigten.
1933 erlosch die Firma Heyligenstaedt zunächst handelsrechtlich.

### Von der Neugründung bis zur Nachkriegszeit 1934–1948
1934 hatte sich die allgemeinwirtschaftliche Lage soweit gebessert, dass Ludwig Rinn mit Fahlenkamp als treibender Kraft eine neue Heyligenstaedt & Comp. Werkzeug Maschinenfabrik GmbH gründen konnte. Um den alten traditionellen Namen Heyligenstaedt weiter verwenden zu können, wurde ein Gesellschafter mit gleichem Namen gesucht, der in Frankfurt gefunden wurde und sich als entfernter Verwandter des Firmengründers Louis Heyligenstaedt herausstellte. Auf Grund der fachlichen Qualifikation vieler ehemaliger Mitarbeiter, wegen des Endes der Weltwirtschaftskrise und insbesondere wegen der beginnenden Rüstungsanstrengungen der Nationalsozialisten wuchs das Unternehmen bis zum Beginn des Zweiten Weltkrieges auf über 400 Mitarbeiter.
1936 trat Johann Maas in die Gesellschaft ein. Er wurde später Nachfolger von Fahlenkamp und leitete während der nächsten Jahrzehnte das Unternehmen. Zunächst wurde eine neue Drehbank mit (mittels eines PIV-Getriebes) stufenloser Drehzahlregelung vorgestellt. 1937 folgte eine fühlergesteuerte Kopierfräsmaschine, nach deren Bauprinzip noch heute Kopierfräsmaschinen bei Heyligenstaedt gefertigt werden und eine hydraulische Kopiereinheit für Drehmaschinen. Der Zweite Weltkrieg brachte Wachstum und Kriegswirtschaft. Für den wachsenden Bedarf an Gussteilen wurde die Justushütte im 30 km entfernten Gladenbach gekauft. Wegen der steigenden Gefahr von Bombenangriffen (Gießen wurde als Eisenbahnknotenpunkt ohnehin bevorzugtes Ziel) wurden Teile der Produktion in umliegende Städte und Dörfer verlagert. 1944 war eine Beschäftigtenzahl von über 1150 erreicht, darunter – wie in der deutschen Kriegswirtschaft allgemein üblich – viele ausländische Arbeiter wie französische Kriegsgefangene (wie schon im Ersten Weltkrieg) und sowjetische Zwangsarbeiter. Im Dezember 1944 fanden schwere Luftangriffe auf Gießen statt, weitere Angriffe folgten bis in den März 1945. Am 28. März 1945 besetzten amerikanische Truppen das stark beschädigte, aber nicht zerstörte Werksgelände. Der Maschinenpark war durch die Auslagerung der Fertigung und die Verbringung von Maschinen unter Tage in stillgelegte Bergwerke der Umgebung kaum beschädigt. Die Produktion konnte unmittelbar nach Kriegsende wieder aufgenommen werden.
Die Zeit bis zur Währungsreform war dann jedoch bestimmt durch das Produktionsverbot für Werkzeugmaschinen, den Kampf gegen eine drohende Demontage und die Entnazifizierung, die vor allem die zweite Führungsebene von Heyligenstaedt traf. Man beschäftigte sich deshalb vor allem mit der Herstellung von Ersatzteilen, der Reparatur von Maschinen aller Art und der Fertigung von (als Ersatz entwickelten) Holzdrehbänken. Nach vielen Protesten wurde 1947 Heyligenstaedt von der Liste der zu demontierenden Unternehmen endgültig gestrichen.

### Von der Währungsreform bis 1994
Die Zeit nach der Währungsreform war von hohen Zuwachsraten geprägt. Der Export steigerte sich auf bis zu 58 Prozent. Das Produktionsprogramm umfasste Leit- und Zugspindeldrehbänke, Kopierdrehmaschinen und NC-Drehmaschinen, Großdreh- und Fräsmaschinen, Drehwerke, bei denen das Werkzeug um ein feststehendes Werkstück rotiert und Doppelplandrehmaschinen zur Bearbeitung von z. B. großen, dünnwandigen Turbinenscheiben für Flugzeugtriebwerke. 1957 arbeiteten wieder 1.000 Menschen bei Heyligenstaedt.

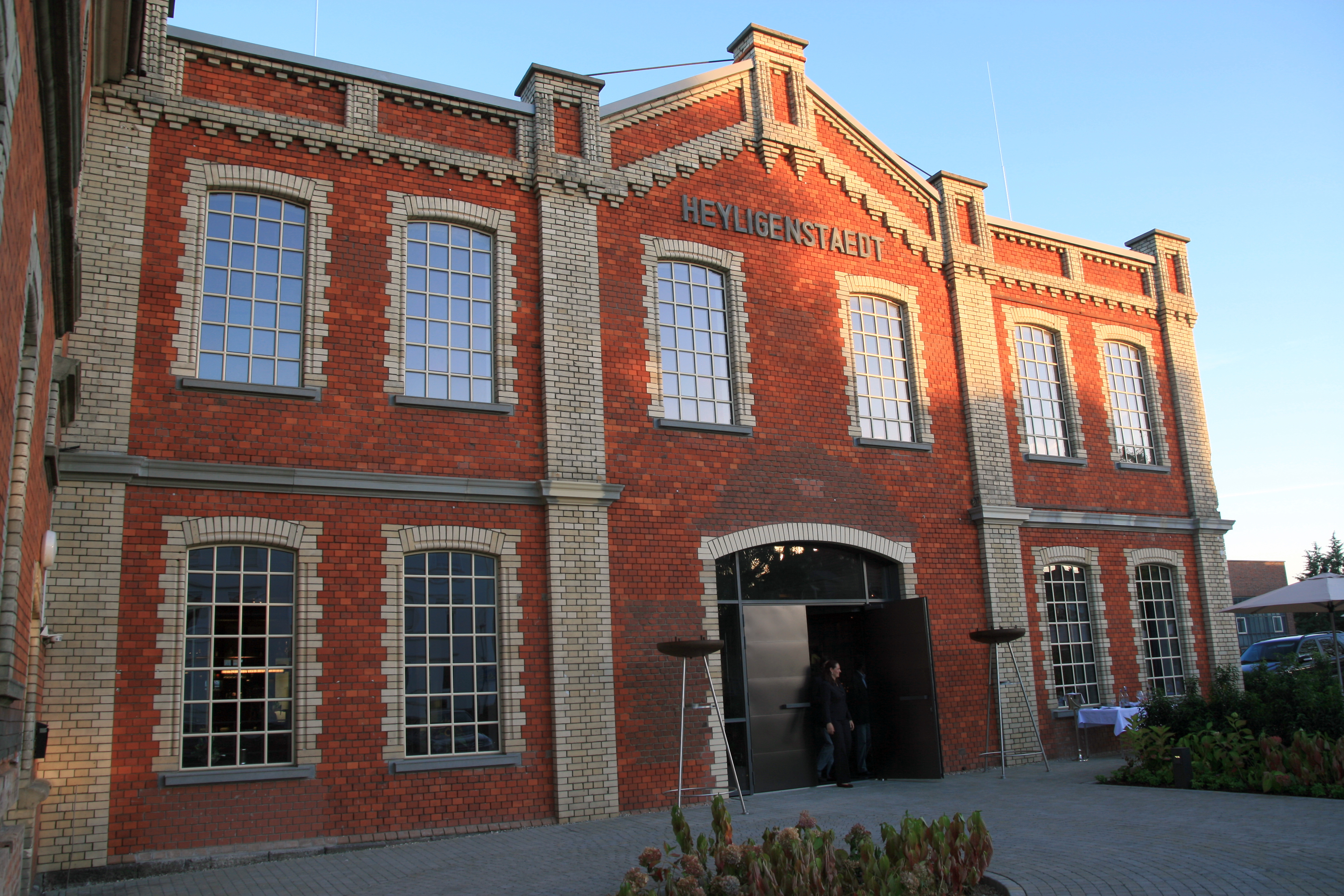
Das denkmalgeschützte Gebäude im Aulweg (2012), heute Restaurant und Hotel mit gleichem Namen

1973 schied Johann Maas aus der Geschäftsführung aus, Nachfolger wurden sein Sohn Hans Maas und Jürgen Rinn, ein Enkel von Ludwig Rinn. Sieben Jahre später schieden Hans Maas und Brüder von Hans Maas wegen Spannungen zwischen Jürgen Rinn und Hans Maas aus dem Unternehmen Heyligenstaedt aus, die Verluste häuften sich bis 1985, worauf die Rinn & Cloos AG 1985 75 Prozent der Geschäftsanteile und 1986 den Rest an den von der Vereinigungskirche beherrschten koreanischen Konzern Tong Il verkaufte. Nach dem vergeblichen Versuch, Serienmaschinen wirtschaftlich zu fertigen und der wegen der Vereinigungskirche anhaltenden Kaufzurückhaltung, insbesondere der Automobilindustrie, musste 1994 Vergleich angemeldet werden, ein Jahr später folgte der Konkurs. Mit zeitweise nur noch 150 Mitarbeitern wurde der Betrieb durch einen Konkursverwalter weitergeführt.

### 1995 bis heute
Nach dem Konkurs entschied sich der ehemalige Serviceleiter Gerhold Knöß das Gießener Traditionsunternehmen fortzuführen. Im Mai 1996 wurde aus der Firma Heyligenstaedt die Heyligenstaedt Werkzeugmaschinen GmbH mit Knöß als Geschäftsführer. Er schaffte es, das Vertrauen der Kunden zurückzugewinnen und die Auftragsbücher wieder zu füllen. Unter der Konkursverwaltung wurde 1998 der Schwerdrehmaschinenbereich durch die Integration des Lieferprogramms der Maschinenfabrik Ravensburg ergänzt. Zwei Jahre später wurden die horizontalen und vertikalen Bearbeitungszentren (Portalmaschinen) sowie die horizontalen Bearbeitungsmaschinen (Tisch- und Plattenbohrwerke) mit den Hochgeschwindigkeitszentren (Gantry-Maschinen) der Firma Hermann KOLB Werkzeugmaschinen übernommen. Im Jahr 2005 fand die Eröffnung eines neuen Ausbildungszentrums für 20 Azubis statt, das Werk beschäftigte nun 200 Mitarbeiter. Im Juli 2022 schied Gerhold Knöß aus dem Unternehmen aus. Gleichzeitig wurde Heyligenstaedt mit neuer Geschäftsführung zu hundert Prozent Teil der Lahnauer Weimer-Gruppe.
Das frühere Verwaltungsgebäude und der Hauptbau der Firma Heyligenstaedt wurden aufgrund ihrer künstlerischen sowie städtebaulichen Qualitäten und wegen ihrer wirtschaftsgeschichtlichen Bedeutung für Gießen als Kulturdenkmäler eingestuft.

## Produkte

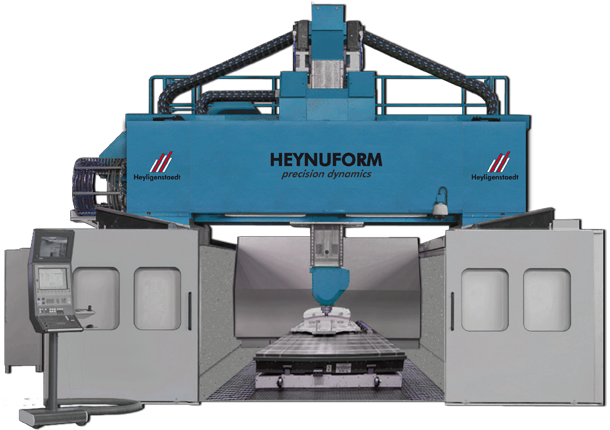
Beispiel: Heyligenstaedt Heynuform

- CNC-Dreh- und Fräsmaschinen, Dreh-Ø 200–1200 mm, Drehlänge: 1000 – 8000 mm
- Schwerdrehmaschinen, Dreh-Ø bis 4000 mm, Drehlänge bis 33000 mm, Werkstückgewicht bis 180.000 kg
- Portal-Fräsmaschinen für den Formen- und Werkzeugbau und den allgemeinen Maschinen- und Anlagenbau
- Hochgeschwindigkeits-Fräsmaschinen in Gantry-Bauweise
- Längsdrehmaschinen, Dreh-Ø bis 4000 mm, Drehlängen bis 35000 mm
- Plandrehmaschinen
- Kurbelwellenbearbeitungszentren, Schwingdurchmesser bis 1500 mm, Bearbeitungslängen bis 12000 mm
- Vertikale Bearbeitungszentren
- Horizontale Bearbeitungszentren
- Flexible Fertigungssysteme

## Einzelnachweis
1. ↑  Landesamt für Denkmalpflege Hessen – Gießen, Aulweg 39–41